# David Levat
Édouard Paul Antoine David Levat (Montpellier, 26 avril 1855 - Braye-sur-Maulne, 10 avril 1918) est un explorateur français.

## Biographie
Né à Montpellier le 26 avril 1855, il est le fils de Philippe Antoine Gustave Levat, ingénieur civil, chevalier de la légion d'honneur, et de Augusta Lichtenstein.
Polytechnicien sorti classé 83 sur 254 élèves de la promotion 1875, ingénieur civil des mines (promotion 1877), il est chargé de nombreuses missions géologiques en Tunisie (1894-1895), Sibérie (1896-1897) et en Guyane. 
En Guyane (1897), il témoigne des découvertes de riches gisements d'or dans la région de l'Inini, un affluent du Maroni. Après un retour en France, il y repart en 1898 avec pour mission de relever le tracé d'un futur chemin de fer devant relier Cayenne aux gisements aurifères. Il en obtient la concession (1901) mais le chemin de fer ne verra jamais le jour. 
Il voyage ensuite en Asie centrale, en Boukharie et au Turkestan puis Émile Gentil lui confie en 1906 une mission dans le bassin du Kouilou-Niari pour y étudier les ressources minières. Il part alors de Loango avec un ingénieur, Léon Guignet, traverse le massif du Mayombé et le plateau Batéké et atteint Brazzaville après deux mois de voyage. Les deux hommes ont alors découvert les gisements de cuivre de Mboko-Songo, Bouenza et Mindouli.
Entré au Conseil supérieur des Colonies, Lebat explore en 1908 la frontières Algérie-Maroc dans le Sahara.
Il meurt à Braye-sur-Maulne le 10 avril 1918.

## Récompenses et distinctions[4]
- Chevalier de la légion d'honneur, 29 octobre 1912
- Prix Montherot de la Société de géographie de Paris
- Commandeur de l'ordre de Saint-Stanislas

## Travaux
- Étude sur l'industrie des phosphates et superphosphates, Tunisie, Floride, scories basiques, 1895
- L'Or en Sibérie orientale, 1897
- Guide pratique pour la recherche et l'exploitation de l'or en Guyane française, Dunod, 1898 (lire en ligne)
- Mémoire sur les phosphates noirs des Pyrénées, 1899
- Turkestan et Boukharie, 1902
- La Guyane française, 1902 (lire en ligne)
- Richesses minérales des possessions russes en Asie centrale, 1903
- L'industrie aurifère, Dunod, 1905
- Notice géologique et minière sur le bassin cuprifère du Kouilou-Niari, 1907
- Mines et métallurgie, 1912